# Paso de la Reina
Paso de la Reina ist ein Ort mit ca. 500 Einwohnern in der Gemeinde (municipio) Santiago Jamiltepec (ca. 19.000 Einwohner) im Süden des mexikanischen Bundesstaats Oaxaca.

## Lage
Der Ort Paso de la Reina liegt am Río Verde etwa 25 km (Luftlinie) nördlich der Pazifikküste in einer Höhe von ca. 65 m. Bis zur Stadt Oaxaca, der Hauptstadt des Bundesstaates, sind es ca. 315 km (Fahrtstrecke) in nordöstlicher Richtung; der Urlaubsort Puerto Escondido ist ca. 120 km in südöstlicher Richtung entfernt. Das Klima ist meist schwülwarm; Regen (ca. 2000 mm/Jahr) fällt nahezu ausschließlich im Sommerhalbjahr.

## Bevölkerungsentwicklung
| Jahr      | 2000 | 2020 |
| Einwohner | 559  | 519  |

Die Bewohner des Ortes sind zumeist Chatinos, eine Stammesgruppe der Zapoteken mit eigener Sprache, aber auch Spanisch wird gesprochen.

## Wirtschaft
Die Bewohner des Ortes leben weitgehend als Selbstversorger; auf den Feldern werden Mais, Bohnen, Gemüse angebaut. Im Ort selbst gibt es mehrere kleine Handwerksbetriebe und Geschäfte. In der Umgebung des Ortes ist ein Wasserkraftwerk mit einer ca. 195 m hohen Staumauer am Río Verde geplant.

## Geschichte
Zur Geschichte des Ortes ist so gut wie nichts bekannt; die Chatinos dominierten die Region ab etwa 500 v. Chr. Im Anschluss an die Eroberung des Aztekenreichs durch die spanischen Konquistadoren unter Hernán Cortés (1519–1521) eroberte dieser auch das Tal von Oaxaca, doch blieben die umliegenden Bergregionen und die Pazifikküste lange Zeit außerhalb des Interesses der Spanier.